# 橋爪捨三郎
橋爪 捨三郎（はしづめ すてさぶろう、1867年11月29日（慶応3年11月4日）- 1930年（昭和5年）9月15日）は、日本の実業家である。

## 経歴・人物
陸奥会津藩士の三男として生まれる。東京帝国大学（現在の東京大学）卒業後、三井物産に入社しその後転々と多くの企業に転勤する。後に上海紡績に転勤するが、同会社の合併により鐘淵紡績（後のカネボウ、現在のクラシエホールディングス）に移った。
これにより同会社の副支配人を経て支配人としての職にあたり、1918年（大正7年）に取締役として就任した。1927年（昭和2年）には常務取締役に昇格し、同年副社長に就任する。副社長就任後は鐘淵紡績の経営回復に携わり、1930年の死去までその職にあたった。